# Оренбургский губернаторский историко-краеведческий музей
Оренбургский губернаторский историко-краеведческий музей основан 24 ноября 1830 года по указу оренбургского военного губернатора графа Павла Петровича Сухтелена.
С 1897 года музей функционировал как Историко-археологический музей, а в 1934 году переименован в Оренбургский областной краеведческий музей. В 1988—1994 годах при поддержке Председателя Правительства Российской Федерации В. С. Черномырдина специалистами Санкт-Петербургского комбината живописно-оформительского искусства и Московского института «Спецпроектреставрация» в музее были проведены реставрационные и реэкспозиционные работы.
В феврале 2012 года музей удостоен статуса «губернаторский».
История здания, в котором сегодня находится музей, восходит к первой половине 30-х годов XIX века, ко времени губернаторства В. А. Перовского. Тогда это было частное владение винного откупщика А. И. Еникуцева, построенное на месте старых винных подвалов.
Архитектура здания типична для позднего классицизма. Постройка отличается парадностью главного и торцовых фасадов. Здание по принципам XIX века считалось двухэтажным с антресольным (третьим) этажом. На главном фасаде выделяется центральный шестиколонный портик ионического ордера, увенчанный фронтоном. Ему подчинены два боковых портика без фронтонов, антаблементы каждого из них несут четыре полуколонны. Все три портика подняты на уровень второго, парадного этажа здания. Внутренняя планировка также соответствует стилю классицизма. Анфилада парадных залов размещена вдоль главного фасада здания.
По мнению оренбургского краеведа В. В. Дорофеева, в проектировании и строительстве этого городского особняка принимал участие архитектор Г. Гопиус, строивший в 30-е годы XIX века и другие здания в Оренбурге.
В 1852 году здание вместе с двумя дворовыми флигелями было приобретено в казну для канцелярии генерал-губернатора В. А. Перовского. После упразднения генерал-губернаторства, в городском особняке с 1881 года размещались административные учреждения, а в 1946 году здание было передано Оренбургскому краеведческому музею.
Фонды музея насчитывают около 120 000 единиц хранения. Большой интерес представляет археологическая коллекция музея, жемчужиной которой является «сарматское золото» — собрание предметов, найденных в процессе исследования курганов и могильников на территории Оренбургской области, датируемых IV веком до нашей эры. Основная часть коллекции сарматского золота обнаружена при раскопке Филипповских курганов, которые проводила в 2004—2006 годах Приуральская экспедиция Института археологии РАН под руководством доктора исторических наук Леонида Теодоровича Яблонского.
Помимо памятников археологии в музее хранятся интереснейшие этнографические экспонаты, изделия из художественного металла, нумизматическая коллекция, коллекция тканей и вышивки. Гордостью музея являются два экземпляра Острожской Библии первопечатника Ивана Фёдорова, датируемые 1581 годом..
Экспозиция музея повествует о природе и истории Оренбуржья. В залах музея представлены экспонаты, рассказывающие о людях, чья судьба связана с Оренбургом — С. Т. Аксакове, В. И. Дале, Т. Г. Шевченко. В музее хранится посмертная маска А. С. Пушкина, посетившего Оренбург в сентябре 1833 года.
6 мая 2005 года открыт филиал музея — Выставочный комплекс «Салют, Победа!».
19 июня 2014 года в мегамолле «Армада» открыт выставочный зал Оренбургского губернаторского историко-краеведческого музея..
В  2022 г. - к 250-летию со дня рождения П.К. Эссена состоялось открытие музейного дворика "Эссен". "Эссен" - это культурная площадка под открытым небом, доступен для посетителей музея и во время самостоятельных мероприятий.
1. ↑  В Оренбурге появится «губернаторский» музей. Дата обращения: 17 июня 2012. Архивировано 4 марта 2016 года.
2. ↑  Музейные ценности. Дата обращения: 17 июня 2012. Архивировано 4 марта 2016 года.
3. ↑  Оренбургский губернаторский (недоступная ссылка)
4. ↑  Выставочный Комплекс "Салют, Победа!". Дата обращения: 10 мая 2018. Архивировано 10 мая 2018 года.
5. ↑  Открытие выставочного зала Оренбургского губернаторского историко-краеведческого музея в мегамолле «Армада» (недоступная ссылка)
6. ↑  Музейный дворик "Эссен".
7. ↑  Музейный дворик "Эссен".